# Witold Makowiecki

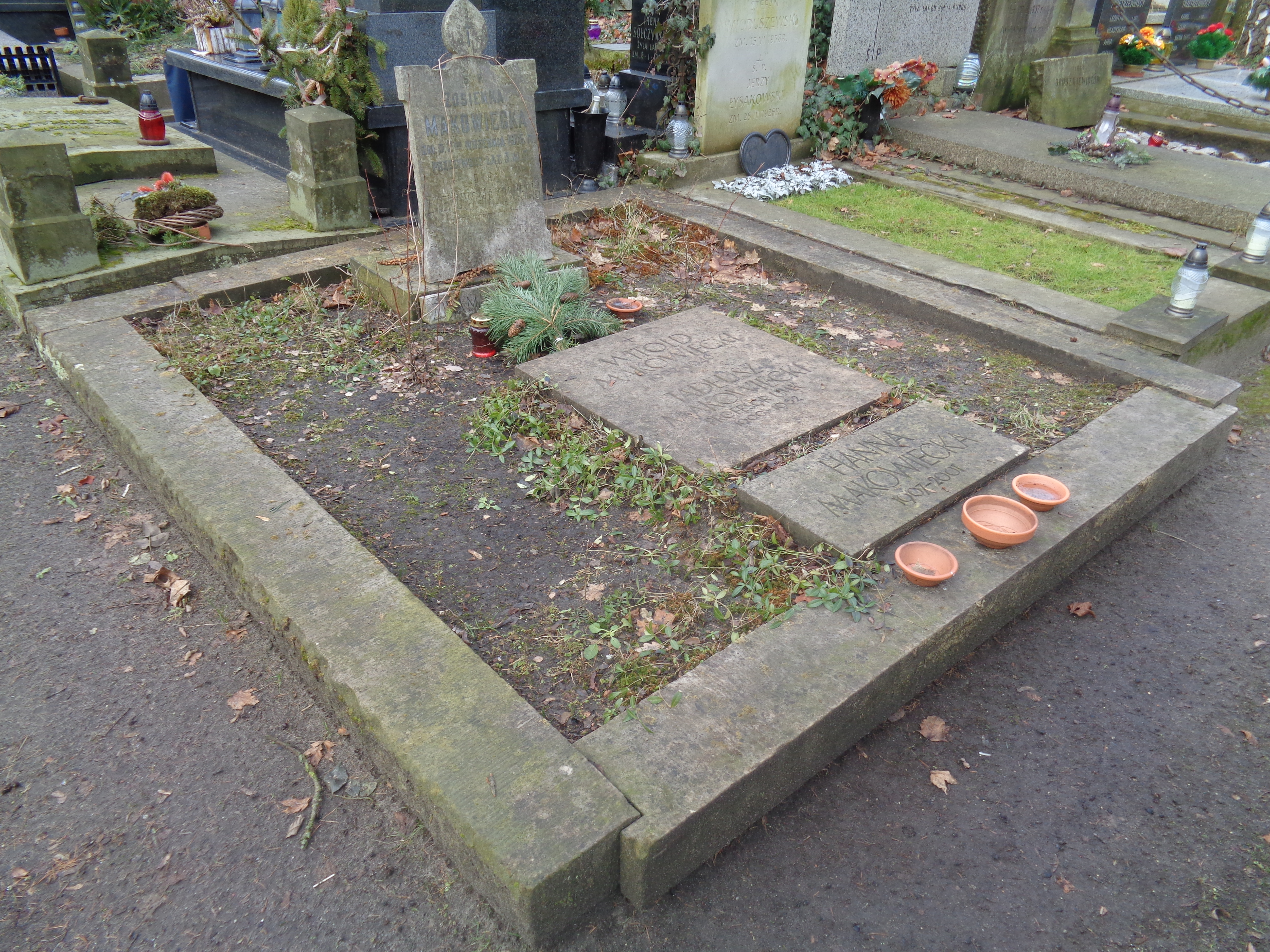
Grób Witolda Makowieckiego na Cmentarzu Powązkowskim

Witold Makowiecki (ur. 3 sierpnia 1902 w Warszawie, zm. 1946 w Radomsku) – polski inżynier rolnik oraz pisarz, autor popularnych utworów literatury dziecięcej.

## Życiorys
Syn Zygmunta Makowieckiego (1871–1932) – publicysty, redaktora „Gońca Porannego”, działacza społecznego i politycznego, oraz Zofii z Wartołowskich, konserwatorki muzealnej. Brat historyka literatury i sztuki, poety Tadeusza Makowieckiego (1900–1952). 
Z zawodu inżynier rolnik. Po rezygnacji z pracy zawodowej wskutek ciężkiej choroby, podczas wojny i okupacji zajął się twórczością dla najmłodszych. Autor dwóch powieści z życia starożytnych Greków, pisanych z myślą o własnych dzieciach: Przygody Meliklesa Greka i Diossos. Utrzymane w konwencji przygodowej, dzięki ciekawej akcji przekazywały atrakcyjnie wiedzę o Grecji epoki klasycznej. Każda z nich stanowi oddzielną całość powiązaną postaciami Meliklesa i jego przyjaciela Kaliasa. Z uwagi na walory literacko-poznawcze stały się popularną lekturą dla dzieci 10–12-letnich.
Już po śmierci autora obydwie doczekały się licznych wydań w języku polskim i tłumaczeń na języki obce. Obecnie dostępne również w wersji elektronicznej. Nadal  kwalifikowane jako lektury dla uczniów kl. IV–VI szkoły podstawowej.
- Przygody Meliklesa Greka – pierwsze wyd. 1947
- Diossos – pierwsze wyd. 1950

Spoczywa na cmentarzu Powązkowskim w Warszawie (Kwatera 236, Rząd 3, Miejsce 28/29).